# Бронепалубни крайцери тип „Фриан“
Фриан (на френски: Friant) са серия бронепалубни крайцери от 2-ри ранг на Националните военноморски сили на Франция, построена 1890-те години на 19 век. Самите кораби имат известни разлики помежду си. Всичко от проекта са построени 3 единици: „Фриан“ (на френски: Friant), „Шаслу-Лоба“ (на френски: Chasseloup-Laubat) и „Бюжо“ (на френски: Bugeaud).

## Конструкция

### Корпус
Крайцерите тип „Фриан“ имат типичен за френските кораби от онова време корпус – с много дълъг таран във форма на плуг. Бордовете са завалени навътре, за да се подобрят секторите на обстрел на оръдията по бордовете.

### Въоръжение
Крайцерите от типа „Фриан“ са първите френски крайцери, получили на въоръжение скорострелни оръдия калибър 164 mm. 2 тях са разположени в краищата, останалите 4 в традиционните за френските кораби спонсони.

### Брониране
Крайцерите тип „Фриан“ имат брониране типично за френските кораби. Бронирана палуба стигаща под водолинията с дебелина по скосовете 80 mm. Над бронираната палуба са разположени кофердами, а междупалубното пространство е частично запълнено с малки водонепроницаеми отсеци. Леко бронево прикритие имат оръдията и бойната рубка. Над силовата установка има и тънка противоосколочна палуба.

### Силова установка
Силовите установки на крайцерите имат съществени различия. „Бюжо“ е има 24 водотръбни котли на „Белвил“. На „Шаслу-Лоба“ са поставени 20 водотръбни котли на „Никлос“, а на „Фриан“ 20 котли система „Лаграфел–Д’Алест“ (на френски: Lagrafel–D'Allest). По същество целият проект е обект на експеримент. Запасът от въглища е 577 тона.

## История на службата
- „Фриан“ е заложен през 1891 г., спуснат на вода април 1893 г., в строй от август 1895 г. Към началото на Първата световна война става плаваща работилница, а в 1918 г. е преправен на плаваща база за подводници. Отписан от флота през 1920 г.
- „Шаслу-Лоба“ е заложен през юни 1891 г., спуснат на вода на 17 април 1893 г., в строй от 1895 г. През 1911 г. е превърнат в плаваща казарма, а през 1913 г. е напълно разоръжен. В годините на Първата световна война е използван като дистилационна станция на остров Корфу. Предаден за скрап през 1920 г.
- „Бюжо“ е заложен през август 1887 г., спуснат на вода на 23 юни 1891 г., строй от 1893 г. Отписан от флота през 1907 г.[2]